# Jodi Kantor
Jodi Kantor (Nueva York, 21 de abril de 1975) es una periodista estadounidense. Es corresponsal del New York Times especializada en tecnología y género. Es especialmente conocida por su investigación junto a Megan Twohey sobre las acusaciones de acoso sexual y abuso sexual por parte del productor de cine Harvey Weinstein que junto con otra de Ronan Farrow en The New Yorker impulsó el movimiento Me Too. Más tarde publicaron el libro She Said: Breaking the Sexual Harassment Story that Helped Ignite a Movement explicando cómo realizaron la investigación que también sirve de manual para trabajar con víctimas de abusos sin volver a traumatizarlas y sin publicar los detalles más escabrosos de sus experiencias. Kantor ha sido editora de Arts & Leisure y cubrió dos campañas presidenciales, narrando la transformación de Barack y Michelle Obama desde Chicago en el presidente y la primera dama de los Estados Unidos. Kantor es autora del libro The Obamas. Es colaboradora de CBS This Morning y también ha aparecido en Charlie Rose, The Daily Show, The Today Show y muchos otros programas. En 2018 recibió el Premio Pulitzer por servicio público. En el 2022, se estrenó la película basada en el libro She Said, también titulada She Said.

## Biografía
Nacida y criada en el seno de una familia judía en la ciudad de Nueva York, Kantor se mudó a Holmdel Township, Nueva Jersey, donde se graduó en la Holmdel High School. Sus abuelos fueron sobrevivientes del Holocausto. Kantor se graduó magna cum laude por la Universidad de Columbia en 1996. Fue seleccionada y participó en la Beca Dorot en Israel de 1996 a 1997, donde estudió hebreo y trabajó con organizaciones israelíes-palestinas en Jerusalén Este, y luego se desempeñó como becaria urbana de la ciudad de Nueva York. Más tarde, asistió a la Facultad de Derecho de Harvard durante un semestre y se ausentó para trabajar en Slate, donde se convirtió en editora. 
Después de mantener correspondencia con el columnista del New York Times, Frank Rich, sobre cómo ese periódico podría mejorar su cobertura artística, Howell Raines la contrató como editora de la sección Arts and Leisure a los 28 años. Se cree que es la persona más joven en editar una sección del New York Times. Bajo la guía de Rich y otros, hizo que la sección fuera más visual, agregó nuevas características y más reportajes y reclutó escritores como Emily Nussbaum, Jesse Green y Manohla Dargis. En 2004, a la edad de 28 años, fue nombrada en la lista de Crain New York Business "40 Under 40".
En 2007, Kantor se dedicó a cubrir temas políticos para el Times, incluida la campaña presidencial de 2008 y la biografía de Barack Obama. A partir de 2007, escribió algunos de los primeros artículos sobre Michelle Obama, el papel de las hijas de Obama en la carrera de su padre, el papel del baloncesto en la vida del presidente, su relación con el Reverendo Jeremiah Wright y su carrera como profesor de derecho constitucional. Ella dio la noticia de la tensión inicial entre Obama y el reverendo Jeremiah Wright. En otoño de 2009, fue coautora de la historia de las raíces esclavas de Michelle Obama y autora de un artículo de portada en la revista New York Times sobre el primer matrimonio, para el que entrevistó al presidente y la primera dama en la Oficina Oval. En la entrevista, les preguntó "¿Cómo se puede tener un matrimonio igualitario cuando una persona es presidente?"

## Los Obama
El libro de Kantor, The Obamas, publicado en 2012, narra la adaptación de la primera pareja al nuevo mundo de la Casa Blanca, revelando la lucha inicial de Michelle Obama y el eventual cambio en su papel. Poco después de la publicación del libro, Michelle Obama dijo en una entrevista televisiva que estaba cansada de ser retratada como una "mujer negra enojada". Sin embargo, también afirmó que no había leído el libro de Kantor. Después, conocidas figuras incluyendo a David Brooks, Jon Stewart, Farai Chideya, y Glenn Loury respondieron considerando que la interpretación de Kantor sobre Michelle Obama era equilibrada y respetuosa. Los funcionarios de la Casa Blanca inicialmente se distanciaron del libro, pero después cambiaron de rumbo después de que los periodistas calificaran el libro de "profundamente informado y matizado" y "en gran parte comprensivo".

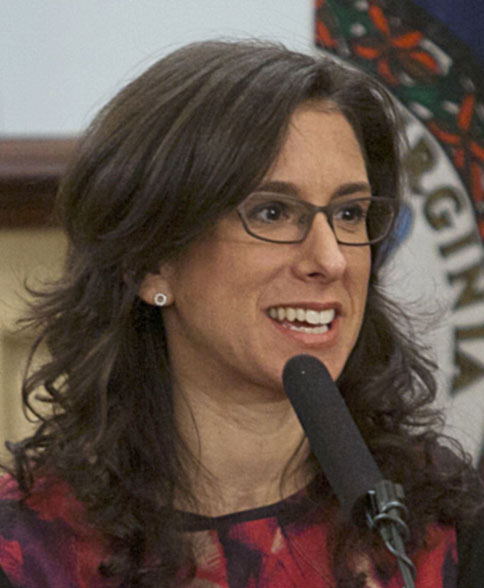
Kantor habla en un evento en 2012.

En el The New York Times, Connie Schultz, columnista ganadora del premio Pulitzer, elogió el libro The Obamas. "Una reportera meticulosa, la Sra. Kantor está en sintonía con los matices de los pequeños gestos, la importancia de las verdades no dichas", escribió Schultz. "Ella sabe que todo matrimonio fuerte, incluido el que está ahora en la Casa Blanca, tiene sus complejidades y sus decepciones. La Sra. Kantor también, y esta es la clave, tiene un gran respeto por las mujeres, por lo que el suyo es el primer libro sobre la presidencia de Obama que le da a Michelle Obama lo que le corresponde. En el proceso, aprendemos mucho sobre el talentoso e introvertido solitario que se casó con ella, y cómo su esposa lo ha influenciado como presidente ". Otros críticos calificaron el libro de "perspicaz y evocador, rico en detalles" y "una descripción honesta de personas que estan sometidas a un escrutinio sin precedentes con una rapidez inusual". Ezra Klein, del Washington Post, calificó a Los Obama como "uno de los mejores libros sobre esta Casa Blanca" y "un libro serio y reflexivo sobre la presidencia moderna".

## Reportajes de investigación
La historia de 2006 de Kantor, On the Job, Nursing Mothers Find a 2-Class System, sobre la brecha de clases en la lactancia materna inspiró la creación de las primeras estaciones de lactancia independientes, ahora instaladas en cientos de aeropuertos, estadios y otros lugares de trabajo alrededor. el país. Ha informado sobre el trato a las mujeres en Wall Street y en La Iglesia de Jesucristo de los Santos de los Últimos Días (Iglesia SUD). Su historia sobre los intentos de la Escuela de Negocios de Harvard para mejorar su trato a las mujeres llevó a una discusión sobre género en las escuelas de negocios (así como cuestiones de clase y dinero. Después de su publicación, Nitin Nohria, la decana, se disculpó con todas las exalumnas por las experiencias negativas que muchas de ellas tuvieron en Harvard y se comprometió a aumentar el número de estudios de casos con protagonistas femeninas. 
Kantor ha explorado cómo la tecnología está cambiando el lugar de trabajo. En agosto de 2014, el artículo de Kantor "Trabajando cualquier cosa menos de 9 a 5", sobre una trabadora de Starbucks y una madre soltera que luchaban por mantenerse al día con un horario de trabajo establecido por software automatizado, impulsó a la cadena del café a revisar las políticas de programación de 130.000 trabajadores en todo los Estados Unidos.
En el verano de 2015, Kantor y David Streitfeld publicaron "Inside Amazon", un artículo de 6.000 palabras sobre los métodos de la empresa para gestionar a los empleados de oficina [24]. El artículo obtuvo una respuesta de Jeff Bezos, rompió el récord de todos los tiempos del periódico en comentarios de lectores, incitó a los veteranos de la empresa secreta a hablar sobre sus experiencias en línea y provocó un debate nacional sobre la equidad y la productividad en el lugar de trabajo tecnológico. El artículo recibió críticas mixtas y contenía múltiples inexactitudes, como que Amazon no reembolsa los viajes, "adoctrinamiento" durante la Orientación para nuevos empleados (NHO) y otras afirmaciones no verificadas, detalladas en una respuesta viral de un empleado de Amazon: La respuesta de un amazónico a "Inside Amazon: Luchando grandes ideas en un lugar de trabajo magullado ". Margaret Sullivan, editora pública del New York Times, también discrepó públicamente con algunas de las declaraciones y afirmaciones hechas por Kantor. El artículo del New York Times también fue cuestionado públicamente por Jay Carney, exsecretario de prensa de la Casa Blanca de Obama y vicepresidente senior de Asuntos Corporativos Globales en un artículo titulado "Lo que el New York Times no le dijo".
En 2016, Kantor fue coautora de "Refugees Welcome", pasó 15 meses relatando cómo los ciudadanos canadienses de todos los días adoptaban a decenas de miles de refugiados sirios. La serie ganó millones de lectores y elogios de todo el mundo, incluido el primer ministro canadiense Justin Trudeau, quien la calificó de "notable y muy humana".

## Investigación sobre el caso Weinstein
El 5 de octubre de 2017, Kantor y Megan Twohey contaron la historia de tres décadas de acusaciones de acoso y abuso sexual por parte del productor de cine Harvey Weinstein. Su investigación documentó numerosas acusaciones, incluidas las de la actriz Ashley Judd, registros internos y memorandos que mostraban que Weinstein había acosado a generaciones de sus propias empleadas y acuerdos que se remontan a 1990 y que encubrieron el rastro de Weinstein. Posteriormente, Weinstein fue despedido por la junta de su compañía de producción, The Weinstein Company, y su membresía en la Academia de Artes y Ciencias Cinematográficas fue revocada. Las mujeres de todo el mundo comenzaron a denunciar acusaciones de acoso sexual y agresión por parte de Weinstein, lo que provocó conmociones en la industria del entretenimiento. La discusión pronto se convirtió en un ajuste de cuentas mundial, se extendió más allá del mundo del entretenimiento, con mujeres que usaron el hashtag de las redes sociales #metoo para describir sus experiencias comunes, hombres poderosos que se hicieron responsables en una amplia gama de campos y cambios de actitudes y políticas en todo el mundo. En Meet the Press, Rich Lowry, editor de National Review, calificó la investigación de Weinstein de Kantor y Twohey como "la pieza periodística más influyente que puedo recordar. Instantáneamente cambió este país ".

### Ella dijo
En septiembre de 2019, Penguin Press publicó el libro She Said: Breaking the Sexual Harassment Story that Helped Ignite a Movement de Kantor y Twohey sobre la investigación de Weinstein explicando cómo realizaron la investigación que también sirve de manual para trabajar con víctimas de abusos sin volver a traumatizarlas y sin publicar los detalles más escabrosos de sus experiencias El Washington Post lo calificó como "un clásico instantáneo del periodismo de investigación".
La investigación pudo avanzar por la valentía de las mujeres que hablaron con ellas (la mayoría off the record, incluidas Gwyneth Paltrow, Angelina Jolie o Salma Hayek) sin embargo el testimonio clave fue el contable. Una asistente de Weinstein llamada Lauren O’Connor escribió en 2015 un informe en el que describía el “ambiente tóxico para las mujeres” en la empresa y detallaba el comportamiento de su jefe. “Irwin Reiter odia a Harvey Weinstein”. Reiter era vicepresidente financiero de The Weinstein Company. Reiter no dio información útil hasta que vio en el periódico una historia sobre corrupción en las obras benéficas de Weinstein. “Dijo que varios empleados y él mismo estaban fascinados con el artículo: por fin veían a alguien pedir cuentas a su jefe”. En una cita con la periodista en septiembre de 2017, Reiter abrió el informe O’Connor en su teléfono, lo dejó encima de la mesa y dijo: “Me voy al baño”.
Escribiendo en The New York Times, la escritora y periodista Susan Faludi dijo: "Ver a Kantor y Twohey perseguir su objetivo mientras se protegen mutuamente es tan estimulante como ver a Megan Rapinoe y Crystal Dunn en el campo".

## Premios
- Kantor ha recibido premios de Columbia College, PEN America,[36]
- Feminist Press
- Los Angeles Press Club.
- Fue seleccionada por Crain's Magazine como una de las prometedoras neoyorquinas "Forty Under Forty", por Hollywood Reporter como una de las mujeres más poderosas del entretenimiento, por ReCode como una de las personas más influyentes en los medios o la tecnología en 2017
- Time Magazine como una de las 100 personas más influyentes de ese año.[37]

- En 2018, recibió el premio George Polk,[38] la medalla McGill al coraje periodístico del Grady College of Journalism.[39]

- The New York Times ganó el Premio Pulitzer de Servicio Público 2018 por los reportajes de Kantor y Meghan Twohey, compartiendo el premio con Ronan Farrow en The New Yorker.[40][41]

## Vida personal
Kantor está casada con Ron Lieber, columnista de "Your Money" para The New York Times y autor de The Opposite of Spoiled. Viven en Brooklyn.